# Endbenutzer
Der Begriff Endbenutzer (auch Benutzer oder Endanwender sowie User) bezeichnet vor allem im IT-Bereich und in der Unterhaltungselektronik die Person, die zur Nutzung erworbene/bereitgestellte Informatikprodukte, meist Software, persönlich verwendet.
Entgegen der Handhabung in Unternehmen, wo Administratoren Software im Auftrag des Anwenders installieren und einrichten, ist bei privatem Erwerb der Endbenutzer zugleich Endkunde und Anwender, hier auch Privat- oder Heimanwender genannt. Die vertraglichen Einzelheiten zur Installation und Benutzung der Software sind meist in einem Endbenutzer-Lizenzvertrag (engl. End user license agreement, EULA) geregelt.
Hinsichtlich der Zugriffsrechte sind Endbenutzer in Unternehmen häufig bestimmten Benutzergruppen zugeordnet, um die konkreten Benutzerrechte für die ganze Gruppe (zum Beispiel eine Abteilung) und damit einfacher verwalten zu können.
Dazu geeignete Softwareprodukte ermöglichen es Endbenutzern, Software je nach Erfahrung auch selbst zu erstellen (End User Development), häufig unter Benutzung von grafischen Programmiersprachen und -Werkzeugen.